# Euphrasia maximowiczii
Euphrasia maximowiczii är en snyltrotsväxtart som beskrevs av Richard von Wettstein och Pubalin. Euphrasia maximowiczii ingår i släktet ögontröster, och familjen snyltrotsväxter.

## Underarter
Arten delas in i följande underarter:
- E. m. arcuata
- E. m. calcarea
- E. m. yezoensis